# (31828) 1999 VU199
1999 VU199 (asteroide 31828) é um asteroide da cintura principal. Possui uma excentricidade de 0.23960090 e uma inclinação de 15.51157º.
Este asteroide foi descoberto no dia 4 de novembro de 1999 por LONEOS em Anderson Mesa.